# تود ريفالدو فيري
تود ريفالدو ألبرت فيري (من مواليد 15 مارس 1999) هو لاعب كرة قدم إندونيسي محترف يلعب في مركز خط وسط مهاجم وجناح أيمن لنادي برسيبورا جايابورا في Liga 1 جايابورا. وهو أحد اللاعبين المحتملين في المستقبل لبرسيبورا.

## الأندية التي لعب بها

### بداياته المبكرة
قبل أن يصبح لاعب كرة قدم، بدأ ريفالدو مسيرته كلاعب كرة قدم داخل الصالات. بعد ذلك تلقى عرضًا للانضمام إلى فريق برسيبورا جايابورا فريق تحت 19 عام. ساعد بيرسيبورا على الفوز بدوري الدرجة الأولى تحت 19 عام 2017  U-19 كما سجل ركلة حرة في المباراة النهائية ضد برسيب باندونغ U-19. ثم اتصل مدرب بيرسيبورا في ذلك الوقت، بيتر بتلر بريفالدو ليلعب في الفريق الأول.

### برسيبورا جايابورا

#### موسم 2018: أول تفوق للفريق
ظهر ريفالدو لأول مرة في دوري السوبر الإندونيسي 2018 عندما خسر فريق برسيبورا 1-3 من نادي آريما كرونوس. سجل هدفا في الدقيقة 90. على الرغم من أن هدفه لم ينقذ موتيارا هيتام من الهزيمة. وسجل وصنع هدفا في الفوز 6-0 على مادورا يونايتد. أنهى بيرسيبورا المركز 12 في الدوري، حيث شارك ريفالدو في 15 مباراة وسجل 3 أهداف.

#### موسم 2019: أفضل لاعب شاب وفريق الموسم
في 2 أكتوبر 2019 سجل ريفالدو ثنائية في فوز برسيبورا 3-0 على بيرسيكابو 1973. في 11 نوفمبرسجل هدف التعادل في وقت متأخر ليجعل النتيجة 2-2 ضد بالي يونايتد. لعب 29 مباراة وسجل 5 أهداف وساعد بيرسيبورا على احتلال المركز الثالث في الدوري الأندونيسي. حصل على جائزة أفضل لاعب شاب، بفوزه على المتسابق الآخر تيرين بوهيري وأسناوي مانجكوالام، كما حصل على لقب فريق الموسم.

#### موسم 2020
بدأ ريفالدو ضد بيرسيبايا، حيث فاز برسيبورا 3-4. لعب ريفالدو كل مباريات  برسيبورا حتى الجولة الثالثة، حيث تم تأجيل الدوري ثم تم إلغاؤه.

#### موسم 2021-2022: العودة إلى برسيبورا
بعد فترة قصيرة قضاها في تايلاند، عاد ريفالدو إلى برسيبورا. بدأ ريفالدو في أول مباراة لبرسيبورا في الدوري ضد بيرسيتا تانجيرانج، لكنه لم يستطع جعل فريقه يتجنب الهزيمة بنتيجة 1-2.

## اللعب الدولي مع المنتخب
في عام 2018، مثل ريفالدو إندونيسيا تحت 19 سنة، في بطولة آسيا تحت 19 سنة 2018. كما سجل ريفالدو هاتريك في دور المجموعات حيث خسر فريقه 6-5 ضد قطر تحت 19 سنة 